# 桐生市立神明小学校
桐生市立神明小学校（きりゅうしりつ しんめいしょうがっこう）は、群馬県桐生市広沢町二丁目にある公立小学校。

## 所在地
- 群馬県桐生市広沢町二丁目3242-1

## 学区
- 広沢町一丁目（桜木小学校通学区域を除く全部）[1]
- 広沢町二丁目（桜木小学校通学区域を除く全部）
- 広沢町三丁目（広沢小学校通学区域を除く全部）
- 広沢町間の島436番地の1～3、449番地の1～4、450番地の1～3

## 学校周辺
- 桐生市立桜木中学校
- 群馬県立桐生南高等学校
- 東武桐生線：新桐生駅
- 国道50号
- 群馬県道68号桐生伊勢崎線
- 岡ノ上団地
- 比呂佐和神社